# NB Faroleiro Mario Seixas (H-26)

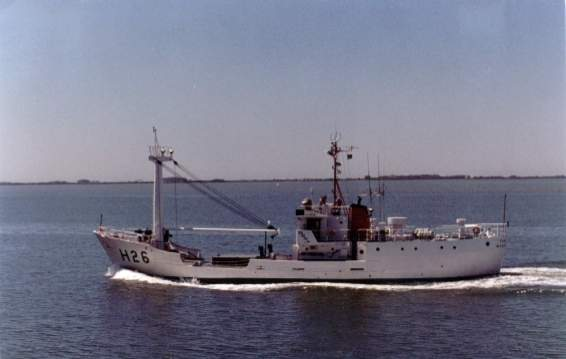
NB Faroleiro Mario Seixas (H-26)

O NB Faroleiro Mario Seixas (H-26) é uma Navio-balizador da Marinha do Brasil.

## Origem do nome
O NB Faroleiro Mario Seixas é o primeiro navio na Marinha do Brasil a ostentar esse nome. É uma homenagem ao Agente de Atividades Marítimas e Fluviais Mario Seixas dos Santos, agraciado entre outros prêmios, com o Prêmio Mérito Funcional e a Medalha do Mérito Naval, por relevantes serviços prestados na função de encarregado de vários faróis, no balizamento do Porto de Salvador e na Vigilância de Guerra durante a Segunda Guerra Mundial.
Navega sob o lema: "Balizar para Melhor Navegar" é também conhecido como "Bode Aguerrido".

## Missão
Construído em 1962, como navio de pesca, em Vigo, Espanha recebeu o nome de "Cabana". Já como barco pesqueiro "Brasil I", operava em Pernambuco até 1964. Foi arrestado pelo Banco Central, em troca de uma divida, e doado a SUDEPE - Superintendência do Desenvolvimento da Pesca, que a rebatizou como "Mestre Jerônimo". Em 1979, foi doada à Marinha do Brasil. No ano de 1983 foi reformado pelo estaleiro CORENA – Metalurgia e Construções Navais S/A, em Itajaí, Santa Catarina.
- Batimento de Quilha: 1962
- Lançamento: 1962
- Incorporação: 1967 (SUDEPE)
- Incorporação: 31 de janeiro 1984 (Marinha do Brasil)

## Características
- Deslocamento :234 ton
- Dimensões : 35,45 m de comprimento, 6,65 m de boca, e 2,51 m de calado.
- Tripulação: 19 homens (2 oficiais)
- Propulsão: 2 motores diesel Scania DST-14 MO3 de 354 hp cada
- Velocidade (nós): sustentada de 8 nós.
- Raio de Ação: 1.400 milhas náuticas, 10 dias de autonomia.
- Eletricidade: 2 geradores diesel de 60 KvA.
- Armamento: nenhum.
- Equipamentos:

1 pau de carga com capacidade de 10 tons.